# 民族团结政府 (缅甸)
民族团结政府（缩写：NUG）是一个在國際上多數國家承認其為缅甸合法政府的机构，与国家管理委员会軍政府平行存在于缅甸。该组织是2021年4月16日由缅甸联邦议会代表委员会为应对2021年缅甸军事政变而宣布成立，内阁成员为2020年缅甸议会选举中当选的议员、少数族裔成员和反对政变的关键人物，几乎所有内阁成员都处于躲藏或流亡中。缅甸军政府視國家团结政府为非法机构。聯合國大會認可民族團結政府在該組織的代表權。
民族团结政府遙奉被軍方扣留的温敏和昂山素季為總統和國務資政，並寻求国际认可为代表缅甸的政府；内政部长伦哥腊表示，希望很快得到几个国家的认可。国际工会联合会呼吁各国政府和联合国承认民族团结政府。东盟人权议员组织（东盟国家内支持人权的议员组织）宣布承认民族团结政府，并呼吁东盟邀请國家团结政府参加东盟峰会，拒绝军政府代表。
2021年5月5日，民族团结政府宣布成立人民防衛軍作为其武装力量，发动对军政府的武装革命。5月8日，军政府宣布将民族团结政府列为恐怖组织。
2021年9月7日，民族團結政府宣布對軍政府發動防禦戰，並呼籲全國各地的公民反抗軍政府。
2021年10月6日，馬來西亞外交部長賽夫丁·阿卜杜拉警告緬甸軍方，如果軍方不遵守東盟五點共識的條款，東盟準備與民族團結政府舉行正式會談。

## 國際認可
2021年9月，在第76屆聯合國大會之前，聯合國預計將作出承認緬甸合法政府的正式決定。中國和美國幕後妥協，阻止緬甸軍方代表參加會議，有效阻止了取代来自民族团结政府的緬甸常駐联合国代表覺莫吞的行为。
2021年10月5日，法國參議院一致通過決議，正式承認民族團結政府為緬甸官方政府。2021年10月7日，歐洲議會通過了一項決議，承認緬甸聯邦議會代表委員會和民族團結政府是緬甸唯一的合法代表。

## 政府成員
| 职位                      | 姓名                     | 就任日期      | 政党           |
| ------------------------- | ------------------------ | ------------- | -------------- |
| 总统                      | 温敏（被軍政府扣留）     | 2021年4月16日 | 全国民主联盟   |
| 副总统                    | 杜瓦拉希拉               | 2021年4月16日 | 克钦邦国民议会 |
| 国务资政                  | 昂山素季（被軍政府扣留） | 2021年4月16日 | 全国民主联盟   |
| 总理                      | 曼温凯丹                 | 2021年4月16日 | 全国民主联盟   |
| 内政部長                  | 伦哥腊                   | 2021年4月16日 | 全国民主联盟   |
| 教育部長                  | 佐韦梭                   | 2021年4月16日 | 無黨籍         |
| 衛生部長                  | 佐韦梭                   | 2021年4月16日 | 無黨籍         |
| 外交部長                  | 欣玛昂                   | 2021年4月16日 | 全国民主联盟   |
| 國防部長/人民防衛軍領導人 | 吳耶孟                   | 2021年4月16日 | 全国民主联盟   |
| 通訊、資訊與科技部長      | 丁林昂                   | 2021年6月5日  | 無黨籍         |
| 女性、青年與兒童事務部長  | 拉拉索                   | 2021年4月16日 | 全国民主联盟   |
| 商務部長                  | 欽瑪瑪繆                 | 2021年8月25日 | 無黨籍         |
| 聯邦團結部部長            | 廉薩空                   | 2021年4月16日 | 钦民族阵线     |
| 自然資源暨環境部部長      | 杜卡旺                   | 2021年4月16日 | 無黨籍         |